# Prostituzione nel mondo
     Depenalizzazione - nessuna sanzione penale per la prostituzione
     Legalizzazione - prostituzione legale e regolamentata
     Abolizionismo - prostituzione lecita, ma attività organizzate come favoreggiamento e sfruttamento illegali; prostituzione "non regolamentata"
     Neo-abolizionismo - illegale comprare prestazioni sessuali e favoreggiamento e sfruttamento, ma legale vendere prestazioni sessuali
     Proibizionismo - prostituzione illegale
     Legalità varia a seconda di leggi locali

Depenalizzazione - nessuna sanzione penale per la prostituzione
Legalizzazione - prostituzione legale e regolamentata
Abolizionismo - prostituzione lecita, ma attività organizzate come favoreggiamento e sfruttamento illegali; prostituzione "non regolamentata"
Neo-abolizionismo - illegale comprare prestazioni sessuali e favoreggiamento e sfruttamento, ma legale vendere prestazioni sessuali
Proibizionismo - prostituzione illegale
Legalità varia a seconda di leggi locali

La pratica della prostituzione si trova presente in ogni cultura e paese del mondo; la sua valutazione sociale non è però uniforme, dipendendo da valori culturali ed etico-religiosi soggetti a differenze sostanziali.
Mentre la tendenza, in alcuni paesi europei e occidentali, è quella di trovare una forma adatta di regolamentazione di tale pratica, con diritti e doveri connessi; altri, specialmente quelli di matrice islamica, tendono più ad una proibizione assoluta con leggi repressive che possono arrivare fino alla pena di morte.
Al 2024 la prostituzione è legale e regolamentata in 22 paesi: Austria, Bangladesh, Bolivia, Cile, Colombia, Ecuador, Eritrea, Germania, Grecia, Lettonia, Libano, Paesi Bassi (comprese Isole BES, Aruba e Curaçao), Panama, Perù, Senegal, Svizzera, Taiwan, Tunisia, Turchia, Ungheria, Uruguay e Venezuela.

## Africa
Nessuna criminalizzazione della prostituzione
     Prostituzione legale e regolamentata
     Prostituzione (scambio di sesso per denaro) legale, ma i bordelli rimangono illegali; la prostituzione non è regolamentata
     Prostituzione illegale
     Legalità varia a seconda di leggi locali

Nessuna criminalizzazione della prostituzione
Prostituzione legale e regolamentata
Prostituzione (scambio di sesso per denaro) legale, ma i bordelli rimangono illegali; la prostituzione non è regolamentata
Prostituzione illegale
Legalità varia a seconda di leggi locali

Nella maggior parte dei paesi africani la prostituzione è illegale; rimane tuttavia una pratica comune ampiamente documentata, la cui diffusione è anche aiutata molto dall'estrema povertà delle nazioni dell'Africa subsahariana. Questo è uno dei motivi principali per la prevalenza dell'HIV/AIDS in tutto il continente; i tassi di infezione sono particolarmente elevati tra le prostitute.
La disgregazione sociale e la miseria causate dalle guerre civili in diversi paesi africani hanno provocato ulteriori aumenti del tasso di prostituzione in molte regioni. Per tali motivi alcuni di questi paesi sono divenuti mete di turismo sessuale.

## Asia
Prostituzione legale e regolamentata
     Prostituzione (scambio di sesso per denaro) legale, ma i bordelli rimangono illegali; la prostituzione non è regolamentata
     Prostituzione illegale: la legge punisce i clienti ma non le prostitute
     Prostituzione illegale
     Legalità varia a seconda di leggi locali

Prostituzione legale e regolamentata
Prostituzione (scambio di sesso per denaro) legale, ma i bordelli rimangono illegali; la prostituzione non è regolamentata
Prostituzione illegale: la legge punisce i clienti ma non le prostitute
Prostituzione illegale
Legalità varia a seconda di leggi locali

Caratteristica principale del continente asiatico nei riguardi della prostituzione è la grande differenza che sussiste tra le leggi vigenti e la pratica effettiva: solo per fare un esempio, in Thailandia la prostituzione è illegale, ma viene di fatto tollerata ed in parte regolamentata; il paese è inoltre meta di un massiccio turismo sessuale.
Tale situazione è comune a molte fra le nazioni del Sudest asiatico. In Giappone, pur essendo illegale, vi sono annunci di prostitute che descrivono in maniera dettagliata le abilità particolari (sesso orale, sesso anale etc.) d'ognuna.
La prostituzione minorile è in molte regioni un problema serio: indagini passate indicavano che dal 30 al 35% di tutte le prostitute operanti nella subregione del Mekong avevano tra i 12 e i 17 anni di età.

## Europa
Nessuna sanzione penale per la prostituzione
     Prostituzione legale e regolamentata
     Prostituzione (scambio di sesso per denaro) legale, ma i bordelli rimangono illegali; la prostituzione non è regolamentata
     Prostituzione illegale: la legge punisce i clienti ma non le prostitute
     Prostituzione illegale
     Legalità varia a seconda di leggi locali

Nessuna sanzione penale per la prostituzione
Prostituzione legale e regolamentata
Prostituzione (scambio di sesso per denaro) legale, ma i bordelli rimangono illegali; la prostituzione non è regolamentata
Prostituzione illegale: la legge punisce i clienti ma non le prostitute
Prostituzione illegale
Legalità varia a seconda di leggi locali

Il sistema giuridico vigente più comune all'interno dell'Unione europea è quello che permette la prostituzione in sé (lo scambio di sesso per denaro), ma ne vieta le attività associate (bordelli, sfruttamento etc.).
In Svezia, Norvegia e Islanda è illegale pagare per ottenere prestazioni sessuali, ma qui è il cliente e non la prostituta a commettere un reato.
Nel Regno Unito è illegale pagare per fare sesso con una prostituta che è stata costretta con la forza a vendersi, mentre la prostituzione volontaria è perfettamente legale.
La prostituzione in Belgio è stata depenalizzata il 1º giugno 2022 . La tratta di esseri umani o lo sfruttamento di individui coinvolti nella prostituzione è punibile con una pena detentiva massima di 30 anni .
Nei Paesi Bassi, pur essendo illegali, i bordelli sono in pratica tollerati e de-facto operano apertamente, mentre nella vicina Germania tutte le attività connesse alla prostituzione sono legali e regolamentate.
La prostituzione rimane infine illegale nella maggior parte dei paesi ex comunisti dell'Europa orientale; bandita dagli ex-regimi, è stato deciso di mantenerla illegale anche dopo la loro caduta: tra questi, solamente in Ungheria le attività di prostituzione sono state rese legali e regolamentate a partire dal 1999.

## Nord America
Prostituzione legale e regolamentata
     Prostituzione (scambio di sesso per denaro) legale, ma i bordelli rimangono illegali; la prostituzione non è regolamentata
     Prostituzione illegale: la legge punisce i clienti ma non le prostitute
     Prostituzione illegale
     Legalità varia a seconda di leggi locali

Prostituzione legale e regolamentata
Prostituzione (scambio di sesso per denaro) legale, ma i bordelli rimangono illegali; la prostituzione non è regolamentata
Prostituzione illegale: la legge punisce i clienti ma non le prostitute
Prostituzione illegale
Legalità varia a seconda di leggi locali

La legalità della prostituzione in America del Nord varia notevolmente. Nei paesi di tradizione latina la prostituzione tende ad essere legale e in alcuni casi regolamentata, mentre nei paesi di tradizione anglosassone vi è un approccio più restrittivo.
In Messico la prostituzione in sé è legale in base alla legge federale; in 13 stati su 31 è stata regolamentata.
Gli Stati Uniti si contraddistinguono poiché la legalità della prostituzione dipende dal singolo stato federato o territorio e non da leggi federali. La prostituzione è illegale in quasi tutto il paese, ad eccezione di alcune contee dello stato del Nevada, ma in esse può avvenire soltanto all'interno di bordelli autorizzati.
Nel 2014 il Canada ha adottato il modello neo-proibizionista, il quale punisce il cliente e non la prostituta.

## Oceania
La prostituzione in Oceania varia notevolmente da regione a regione. Si va dalla criminalizzazione totale delle Samoa Americane alla depenalizzazione in Nuova Zelanda .

## Sud America
Prostituzione legale e regolamentata
     Prostituzione (scambio di sesso per denaro) legale, ma i bordelli rimangono illegali; la prostituzione non è regolamentata
     Prostituzione illegale
     Legalità varia a seconda di leggi locali

Prostituzione legale e regolamentata
Prostituzione (scambio di sesso per denaro) legale, ma i bordelli rimangono illegali; la prostituzione non è regolamentata
Prostituzione illegale
Legalità varia a seconda di leggi locali

Anche se la prostituzione adulta è legale in Cile, i bordelli non lo sono. La prostituzione in Brasile è legale in quanto non vi sono leggi che vietano agli adulti d'intraprendere professionalmente il lavoro sessuale, mentre è illegale operare in un bordello o utilizzare la prostituzione in qualsiasi altro modo (che implichi cioè una qualche forma di sfruttamento).